# يوسف علي
يوسف علي مسلم فيتيل عبد القادر، المعروف بـ يوسف علي م. أ. (من مواليد 15 نوفمبر 1955) هو رجل أعمال وملياردير هندي مقيم في الإمارات العربية المتحدة. وهو رئيس مجلس الإدارة والعضو المنتدب لشركة مجموعة لولو الدولية التي تمتلك سلسلة لولو هايبر ماركت في جميع أنحاء العالم ومركز مركز تسوق لولو الدولي. مع حجم مبيعات سنوي قدره 7.4 مليار دولار أمريكي، توظف مجموعة لولو الدولية أكبر عدد من الهنود خارج الهند. وفقًا لمجلة فوربس الشرق الأوسط، احتل يوسف علي المرتبة الأولى في قائمة أفضل 100 مالك أعمال هندي في العالم العربي لعام 2018. في عام 2013، استحوذ على 4.99٪ من البنك الكاثوليكي السوري المتواجد في تريشور (CSB) واستحوذ على 4.99٪ أسهم من بنك دانلاكسِمي المتواجد في تريشور. في عام 2013 أيضًا، زاد حصته في البنك الفيدرالي في ألوفا إلى 4.47 ٪. في عام 2014، استحوذ يوسف علي على حصة 2٪ من بنك جنوب الهند آخر في تريشور. في عام 2016، اشترى يوسف علي مبنى سكوتلاند يارد في لندن. اعتبارًا من 2013 يمتلك 9.37٪ من حصة مطار كوشين الدولي . اشترى حصة 10٪ في شركة الهند الشرقية التجارية التي تتخذ من المملكة المتحدة مقراً لها، وحصة 40٪ في شركة الأغذية الفاخرة التابعة لها مقابل 85 مليون دولار في المجموع. يعد مركز مؤتمرات لولو بولجاتي الدولي في جزيرة بولجاتي أحد أكبر مراكز المؤتمرات في جنوب آسيا، جنبًا إلى جنب مع ثالث أكبر فندق يحمل علامة جراند حياة في نفس الحرم.

## حياته
وُلِد يوسف علي في عائلة مسلمة في حي ثريسور في 15 نوفمبر 1955. أكمل دراسته من مدرسة ناتيكا حيث حصل على شهادته في إدارة الأعمال والإدارة. بعد الدراسة، غادر الهند في عام 1973 إلى أبو ظبي، حيث كان عمه، عبد الله، رئيس ومؤسس مجموعة شركات لولو، يمارس الأعمال التجارية. قام بتطوير الاستيراد والتوزيع بالجملة للمجموعة ودخل في أعمال السوبر ماركت من خلال إطلاق لولو هايبر ماركت. بدأ أول متجر لولو هايبر ماركت له في التسعينيات، وهو الوقت الذي شهد فيه قطاع التجزئة في الإمارات العربية المتحدة تغييرًا كبيرًا، حيث أصبحت محلات البقالة التقليدية ومحلات السوبر ماركت مكانًا لمتاجر الأحياء الكبيرة ومحلات السوبر ماركت. بينما أدى دخول متجر كونتينينت (الآن كارفور) في عام 1995 إلى تغيير وجه تجارة التجزئة في دبي، تولى يوسف علي مسؤولية قطاع التجزئة في أبو ظبي من خلال طرح لولو هايبر ماركت.

## نقطة التحول
تمثلت أهم خطوة في حياة يوسف علي المهنية في إنتقاله إلى دولة الإمارات العربية المتحدة التي فتحت له ذراعيها وشجعته على الدخول في مجال الاستثمار و التجارة وفتحت الفرص أمامه لتحقيق طموحاته.

## مجموعة اللولو الدولية
بدأت مجموعة لولو الدولية عملياتها كمشروع أعمال عائلي. بعد انضمامه إلى العمل، قام يوسف علي بتنويع أعماله ليشمل استيراد وتوزيع المنتجات المجمدة من أوروبا والولايات المتحدة. كانت المنتجات متوفرة ليس فقط في أبو ظبي ولكن أيضًا في الإمارات الأخرى. وسرعان ما توسع العمل ليشمل كلا من فئات المواد الغذائية وغير الغذائية. بدأت المجموعة أيضًا في إنشاء المخازن الباردة واللحوم ومصانع تجهيز الأغذية والاستيراد والتوزيع على نطاق واسع لمجموعات الفنادق وشركات التموين وخدمات الشحن. بحلول الثمانينيات، كان للمجموعة حصة كبيرة في سوق المواد الغذائية بالجملة والتجزئة في الإمارات العربية المتحدة.
نمت المجموعة إلى مجموعة دولية مع عمليات منتشرة في ثلاث قارات. تم تصنيف سلسلة متاجر التجزئة الرئيسية للمجموعة من لولو هايبرماركتس و سوبرماركتس حاليًا كأحد اللاعبين الرئيسيين في قطاع التجزئة في الشرق الأوسط مع أكثر من 100 متجر في دول الخليج. بصرف النظر عن محلات السوبر ماركت ومحلات السوبر ماركت والمتاجر، تمتلك المجموعة أيضًا العديد من مراكز التسوق، وهي الخالدية مول، الراحة مول، الوحدة مول، المشرف مول، مدينة زايد مول ، مزْيد مول، الرملي مول، رأس الخيمة مول، الفوعة مول، الخور مول، الرياض أفينيو مول في المملكة العربية السعودية وعُمان أفينيوز مول المنتشرة في دول مجلس التعاون الخليجي تم افتتاح مركز تسوق لولو الدولي في كوتشي، ولاية كيرالا في 10 مارس 2013. إنه أول مشروع تجزئة للمجموعة في الهند، وهو حاليًا أكبر مركز تسوق في الهند. مركز تجاري آخر قيد الإنشاء حاليًا في تريفاندرم. تمتلك المجموعة هيكلًا تنظيميًا واسعًا يضم أكثر من 40.000 موظف، يمثلون 37 جنسية مختلفة، من بينهم أكثر من 25000 من الهنود. تجارة التجزئة هي الدعامة الأساسية للمجموعة مع عملياتها في دول الشرق الأوسط وأفريقيا الرئيسية مثل الإمارات العربية المتحدة، سلطنة عمان،قطر، الكويت، اليمن، المملكة العربية السعودية، البحرين، مصر وكينيا، ولديها قواعد لمصادر التجزئة والتصنيع تقع في الشرق الأقصى، الهند، أفريقيا وقوانغتشو في الصين. تشمل العمليات الهندية بشكل أساسي معالجة الأغذية وتصدير المنتجات الغذائية وغير الغذائية ومركز المؤتمرات مع قواعد في دلهي، مومباي، كوتشي، تيروفانثابورام، تشيناي، لاكناو وثرسور . صنفت شركة ديلويت المجموعة كواحدة من أسرع تجار التجزئة نموًا في العالم.

## إحسان
يشارك يوسف علي عن كثب في العديد من الأنشطة الاجتماعية والخيرية والإنسانية في كل من الهند والدول العربية في الخليج. قام بالعديد من الأنشطة الخيرية في جميع أنحاء العالم. كجزء من سياستها العالمية للمسؤولية الاجتماعية للشركات، تعاونت مجموعة لولو مع دبي العطاء وتبنت مدارس في غزة ونيبال. ساهم يوسف علي وأخذ زمام المبادرة لافتتاح مركز جنازة متعدد الأديان للمجتمع الهندي في الشارقة يمتد على مساحة 8.3 فدان. كما قام بمبادرة لبيع وترويج المنتجات العضوية التي يزرعها مجتمع ذوي الاحتياجات الخاصة في الإمارات العربية المتحدة من خلال لولو تبرع يوسف علي بسخاء لزلزال جوجارات، وصندوق إغاثة تسونامي في آسيا، والإغاثة من الإعصار والفيضانات في أجزاء أخرى من العالم. كما تبرع بمبلغ 9.5 كرور روبية لإغاثة وإعادة تأهيل ضحايا فيضانات كيرالا في أغسطس 2018. كما أنه يشارك بنشاط في ضمان الرفاه الاجتماعي والاقتصادي والديني للهنود المغتربين في منطقة الخليج. لعب دورًا رئيسيًا في إيجاد الأرض للمجتمع المسيحي في المنطقة لبناء الكنائس، وتأمين أماكن حرق الجثث للسكان الهندوس في منطقة الخليج. كما قدم المساعدة للهنود خلال فترة العفو في الخليج عندما فقد مئات الهنود مصدر رزقهم. ساعد في إعادة تأهيل الأشخاص الذين فقدوا مصدر رزقهم في حريق سوق كاليكوت أيضًا. تعهد يوسف علي بالتبرع بمبلغ 50 مليون روبية (2.5 مليون درهم) لولاية كيرالا التي ضربها الفيضانات جنوب الهند في حالة فيضانات كيرالا 2019.

## حياة شخصية
متزوج ولديه ثلاثة أطفال، ويسكن في أبوظبي بالإمارات. ابنته الكبرى سابينا متزوجة من رجل الأعمال الملياردير شمشير فاياليل. ابنته الثانية شافينة متزوجة من أديب أحمد الذي يدير لولو الدولية للصرف و توينتي14 هولدينغز، قسم استثمارات الضيافة في المجموعة.
في 11 أبريل 2021، تحطمت المروحية التي كان على متنها محمد يوسف علي وزوجته وثلاثة آخرون من بينهم الطيارون، وهبطت في مستنقع بالقرب من كوتشي، ولاية كيرالا. لم يصب علي وزوجته بأذى وتم نقلهما إلى مستشفى قريب لتلقي الإسعافات الأولية. وكانت المروحية الخاصة التي يملكها رجل الأعمال قد تعرضت لخلل فني بسبب سوء الأحوال الجوية.

## تقدير وجوائز
- 2004- لقب القائد وميدالية القديس افرايم من البطريرك اغناطيوس زكا الأول إيواس من الكنيسة السريانية الأرثوذكسية العالمية.
- 2005 - برافاسي بهاراتيا السمان عام 2005؛ أعلى جائزة حكومية هندية تُمنح للهنود غير المقيمين.[38]
- 2008 - بادما شري من حكومة الهند.[39]
- 2010 - جائزة «رجل الأعمال للعام 2009-10» التي ينظمها منتدى ولاية كيرالا لأندية المصرفيين.[40]
- 2012 - جائزة الإنجاز مدى الحياة في حفل توزيع جوائز الرؤساء التنفيذيين الهندي الافتتاحي الذي عقد في فبراير.[41]
- 2012 - جائزة السفير السويسري 2012 لجهودها المتميزة في تعزيز العلاقات السويسرية الإماراتية.[42]
- 2012 - جائزة «رائد الأعمال الآسيوي الأكثر تأثيرًا في منطقة الشرق الأوسط وشمال إفريقيا» من فوربس الشرق الأوسط.[43]
- 2012 - «رجل الأعمال العربي لعام 2012» خلال النسخة الثالثة من ملتقى الأعمال العربي العالمي الذي عقد في رأس الخيمة.[44]
- 2016 - تم تكريمه بجائزة رئيس الأساقفة مار غريغوريوس التي أنشأتها جمعية خريجي كلية مار إيفانيوس، أميكوس، لمساهمته في القطاع الصناعي في عام 2016.[45][46]
- 2018 - الدكتوراه الفخرية من جامعة ميدلسكس[47]
- 2018 - الدكتوراه الفخرية من جامعة المهاتما غاندي، ولاية كيرالا.[48]
- 2021 - حصل على أعلى جائزة مدنية في أبوظبي، جائزة أبوظبي 2021 من قبل صاحب السمو الشيخ محمد بن زايد آل نهيان، ولي عهد أبوظبي.[49]